# Baronnie de Laval
1020–1429
Entités suivantes :
- Comté de Laval

La baronnie de Laval est un ancien territoire situé à la frontière entre le duché de Bretagne et le comté du Maine. Sa capitale était Laval. Seigneurie puissante et influente, cette baronnie fut érigée en comté en 1429, récompensant ainsi l'aide apportée par ses seigneurs aux rois de France, au cours de la guerre de Cent Ans.

## Géographie
La baronnie était bornée par le duché de Bretagne à l'ouest (baronnies de Vitré et de Fougères), la baronnie de Château-Gontier au sud, celle de Craon au sud-ouest, la seigneurie de Mayenne au nord, et par le reste du comté du Maine à l'est. La seigneurie de Laval suivait le cours de la Mayenne.

## Histoire

### Origines
Herbert Ier du Maine, comte du Maine, confie vers 1020 le territoire de Laval à Guy de Dénéré, dans une charte du prieuré de Saint-Martin de Laval en 1050, pour y établir un château. Les vestiges les plus anciens retrouvés dans l'enceinte du château de Laval remontent d'ailleurs à cette première moitié du XIe siècle.

## Rapports avec la Bretagne et la France

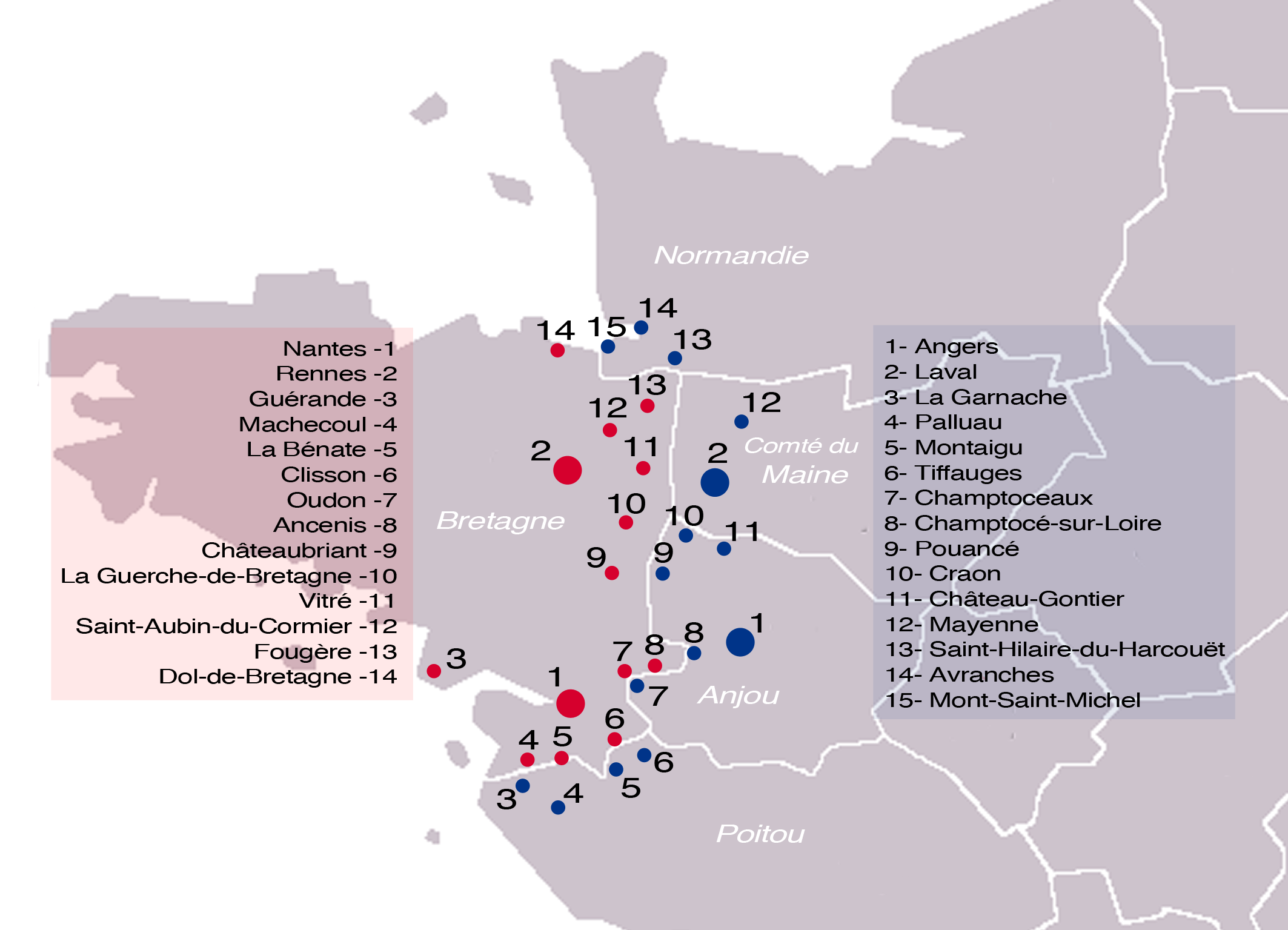
Les forteresses des marches de Bretagne

L'histoire de la seigneurie est étroitement liée avec celle du pouvoir royal et ducal.